# Karl-Arthur Müller
Karl-Arthur Müller (* 31. Dezember 1892 in Leipzig; † 5. Juli 1987 ebenda) war ein deutscher Maler, Grafiker und Fachschullehrer.

## Leben und Werk
Über Müllers Herkunft und berufliche Ausbildung wurden keine Informationen gefunden. Er nahm ab 1914 als Soldat am Ersten Weltkrieg teil und war in Russland bis 1920 Kriegs- und Zivilgefangener. Dazu erschien 2018 im Demmler Verlag Ribnitz-Damgarten das Buch SKORO DOMOI – bald nach Haus. Erinnerungen des Malers und Grafikers Karl Arthur Müller an seine Zeit als Soldat, Kriegs- und Zivilgefangener in Russland.
Müller war dann Fachschullehrer für Grafik an der Buchdrucker-Lehranstalt des Vereins Leipziger Buchdruckereibesitzer. Zu seinen Schülern gehörte Gerhard Kurt Müller. Neben dieser Tätigkeit betätigte Müller sich immer auch als freier Maler und Grafiker. Er fuhr häufig zum künstlerischen Arbeiten nach Rerik.
1937 wurde im Rahmen der deutschlandweiten konzertierten Aktion „Entartete Kunst“ von den Nationalsozialisten aus dem Museum der bildenden Künste Leipzig sein Holzschnitt Knaben, am Wasser stehend (1923) beschlagnahmt. Sein Verbleib ist ungeklärt (Stand Januar 2021). Müller konnte aber weiter Mitglied der Reichskammer der bildenden Künste bleiben und an Ausstellungen teilnehmen.
Er nahm als Soldat der Wehrmacht am Zweiten Weltkrieg teil und arbeitete danach in Leipzig als Mitglied des Verbands Bildender Künstler der DDR wieder als freier Künstler.

## Werke (Auswahl)

### Tafelbilder
- Industriestadt Leipzig (1943, Öl, ca. 140 × 110 cm)[2]
- Kriegslok im Schuppen (Öl, 1944 auf der Großen Deutschen Kunstausstellung in München)

### Druckgrafik
- Anton Tschechow: Die Deportierten. Josef Singer Verlag, Leipzig 1923 (mit acht Original-Lithographien; 50 sign. Ex. auf Bütten).

### Buchpublikation
- Holzschnitte. Wiedergaben in verschiedenen photomechanischen und drucktechnischen Verfahren. Mit einem Beitrag zur Technik und Geschichte des Holzschnittes. Buchdrucker-Lehranstalt, Leipzig 1940.
- Einführung in die Perspektive. Verlag Volk und Wissen, Berlin 1950.

## Ausstellungen (mutmaßlich unvollständig)

### Einzelausstellungen
- 1982: Leipzig, Galerie Kunst der Zeit
- 2013: Rerik, Heimatmuseum

### Ausstellungsbeteiligungen
- 1936 und 1937/1938: Leipzig, Museum der bildenden Künste (6. und 7. Große Leipziger Kunstausstellung)
- 1938/1939: Leipzig, Leipziger Kunstverein („Jahresschau Leipziger Künstler“)
- 1944: München, Große Deutsche Kunstausstellung
- 1953, 1979 und 1985: Leipzig, Bezirkskunstausstellungen